# Hyperboreae Undae
Hyperboreae Undae és una formació geològica de tipus unda a la superfície de Mart, localitzada amb el sistema de coordenades planetocèntriques a 82.8 ° latitud N i 316.02 ° longitud E, que fa 463.65 km de diàmetre. El nom va ser aprovat per la UAI l'any 1988 i fa referència a una característica d'albedo.